# Kate Winslet
Kate Elizabeth Winslet (Reading, 5. listopada 1975.), priznata engleska glumica, osvajačica nagrada Grammy, BAFTA, i nagrade Ceha Filmskih glumaca. Za Oscara je do sada dobila pet nominacija, a nagradu je osvojila 2008.
Rodila se u Readingu, grofovija Berkshire. Otac Roger i majka Sally su glumci, djed i baka s majčine strane su osnovali i upravljali kazalištem, a ujak joj je glumio Olivera Twista. Već u jedanaestoj godini počinje studirati dramu na prestižnim institucijama. U školi je bila maltretirana zbog svoje težine i velikih stopala (koje je naslijedila od majke). Prvotni uspjeh vezan joj je za televiziju, gdje je nastupala u reklamama i sličnim poslovima. 
Njezin debitantski film, Rajska stvorenja, redatelja Petera Jacksona iz 1994., donio joj je priznanja kritike i publike i otvorio joj vrata u filmski svijet. U tom filmu glumila je živahnu i maštovitu tinejdžerku, koja pomogne prijateljici ubiti majku, jer joj ona brani da njih dvije budu zajedno.
Nakon toga uslijedile su nove uloge, a 1997. i Titanic. Film je zaradio velike svote novca na blagajnama i čak 11 Oscara, dok je Kate Winslet dobila samo nominaciju.
Filmovi su se nastavili redati. Do sada je snimila 20-ak naslova. Postavila je rekord kao najmlađa glumica višestruko nominirana za Oscara. Njeni glumački partneri su mnogobrojni, a među najpoznatijima su Geoffrey Rush, Emma Thompson, Judi Dench, Leonardo DiCaprio Jim Carrey, i Johnny Depp.
Posudila je glas u nekoliko crtića, koji su imali veliki uspjeh.

## Vanjske poveznice
Kate Winslet u internetskoj bazi filmova IMDb-u (engl.)